# Alegeri pentru Parlamentul European, 2014
| 22 mai 23 mai | 24 mai 25 mai |

Data alegerilor:
22 mai
23 mai
24 mai
25 mai

Alegerile pentru Parlamentul European au avut loc între 22 și 25 mai 2014 între cele 28 de state membre ale Uniunii Europene. Au fost cel de-al optulea scrutin de la primele alegeri directe în 1979.
Conform Tratatului de la Lisabona, numărul de aleși în Parlamentul European este de 751. În cadrul alegerilor pentru PE în România au fost desemnați 32 de europarlamentari.
Tratatul de la Lisabona, intrat în vigoare în anul 2009, prevede alegerea președintelui Comisiei Europene de către plenul noului Parlament European, la propunerea Consiliului European. Acesta trebuie să aibă în vedere rezultatul alegerilor (art. 17 alin. 7 din tratat). Șanse reale pentru ocuparea funcției de președinte al Comisiei Europene au Jean-Claude Juncker din partea dreptei și Martin Schulz din partea stângii.

## Rezultate
| Țara          | Grupuri politice (sesiune anterioară)    | Grupuri politice (sesiune anterioară) | Grupuri politice (sesiune anterioară) | Grupuri politice (sesiune anterioară) | Grupuri politice (sesiune anterioară) | Grupuri politice (sesiune anterioară) | Grupuri politice (sesiune anterioară) | Grupuri politice (sesiune anterioară) | Grupuri politice (sesiune anterioară) | Grupuri politice (sesiune anterioară) | Grupuri politice (sesiune anterioară)                   | Grupuri politice (sesiune anterioară) | Grupuri politice (sesiune anterioară) | Grupuri politice (sesiune anterioară) | Grupuri politice (sesiune anterioară) | Grupuri politice (sesiune anterioară) | Grupuri politice (sesiune anterioară) | Grupuri politice (sesiune anterioară)                                         | eurodeputați | eurodeputați | Note                 |     |    |    |       |
| Țara          | PPE (PPE)                                | PPE (PPE)                             | S-D (PSE)                             | S-D (PSE)                             | CRE (AECR, MCPE)                      | CRE (AECR, MCPE)                      | ALDE (ALDE, PDE)                      | ALDE (ALDE, PDE)                      | GUE/NGL (SE, NGLA, EACL)              | GUE/NGL (SE, NGLA, EACL)              | V/ALE (PVE, ALE)                                        | V/ALE (PVE, ALE)                      | ELDD (MELD)                           | ELDD (MELD)                           | Deputați neafiliați                   | Deputați neafiliați                   | Noi partide nici o afiliere           | Noi partide nici o afiliere                                                   | eurodeputați | eurodeputați | Note                 |     |    |    |       |
| ------------- | ---------------------------------------- | ------------------------------------- | ------------------------------------- | ------------------------------------- | ------------------------------------- | ------------------------------------- | ------------------------------------- | ------------------------------------- | ------------------------------------- | ------------------------------------- | ------------------------------------------------------- | ------------------------------------- | ------------------------------------- | ------------------------------------- | ------------------------------------- | ------------------------------------- | ------------------------------------- | ----------------------------------------------------------------------------- | ------------ | ------------ | -------------------- | --- | -- | -- | ----- |
| Țara          | Germania                                 | 29 (CDU) 5 (CSU)                      | −5 −3                                 | 27 (SPD)                              | +4                                    |                                       |                                       | 3 (FDP)                               | −9                                    | 7 (Linke)                             | −1                                                      | 11 (B’90/Grüne)                       | −3                                    |                                       |                                       |                                       |                                       | 7 (AfD)1 (FW)1 (Piraten)1 (Tierschutz)1 (NPD)1 (Familie)1 (ÖDP)1 (Die Partei) | eurodeputați | eurodeputați | Note                 | +14 | 96 | −3 | [ 7 ] |
| Franța        | 20 (UMP)                                 | −9                                    | 12+1 (PS+PRG)                         | −1                                    |                                       |                                       | 3+4 (UDI+MoDem)                       | −3                                    | 3 (FG) 1 (UOM)                        | −1 =                                  | 6 (EE)                                                  | −6                                    | 0 (MPF)                               | −1                                    | 23 + 1 (FN)                           | +21                                   |                                       |                                                                               | 74           | =            | [ 8 ] [ 9 ] [ 10 ]   |     |    |    |       |
| Regatul Unit  |                                          |                                       | 20 (Lab)                              | +7                                    | 19 (Cons.) 1 (UUP)                    | −7 =                                  | 1 (LibDem)                            | −11                                   | 1 (SF)                                | =                                     | 3 (Green) 2 (SNP) 1 (PC)                                | +1 =                                  | 24 (UKIP)                             | +12                                   | 1 (DUP) 0 (BNP)                       | = −2                                  |                                       |                                                                               | 73           | =            | [ 11 ] [ 12 ]        |     |    |    |       |
| Italia        | 13 (FI) 2+1 (NCD+UDC) 1 (SVP)            | −16 -2 =                              | 31 (PD)                               | +10                                   |                                       |                                       | 0 (IdV)                               | −7                                    | 3 (AET)                               | +3                                    |                                                         |                                       | 5 (LN)                                | −4                                    |                                       |                                       | 17 (M5S)                              | +17                                                                           | 73           | =            |                      |     |    |    |       |
| Spania        | 16 (PP) 1 (CpE: UDC)                     | −8 =                                  | 13+1 (PSOE+PSC)                       | −9                                    |                                       |                                       | 1+1 (CpE: CDC+PNV)                    | =                                     | 4+1 (IP: IU+Anova)                    | +4                                    | 2 (EDD) 1 (LPD: EH Bildu+BNG)1 (PE: CC+Equo)1 (IP: ICV) | +1~2 +0~1 +1 =                        |                                       |                                       | 4 (UPyD)                              | +3                                    | 5 (Podemos)2 (C's)                    | +7                                                                            | 54           | =            |                      |     |    |    |       |
| Polonia       | 19 (PO) 4 (PSL)                          | -6 0                                  | 4+1 (SLD+UP)                          | −2                                    | 18+1 (PiS+PR)                         | +4                                    |                                       |                                       |                                       |                                       |                                                         |                                       |                                       |                                       |                                       |                                       | 4 (KNP)                               | +4                                                                            | 51           | =            |                      |     |    |    |       |
| România       | 5 (PDL) 2 (UDMR) 2 (PMP) 0 (Băsescu)     | −5 −1 +2 −1                           | 13+1+2 (PSD+PC+UNPR)                  | +5                                    |                                       |                                       | 6 (PNL)                               | +1                                    |                                       |                                       |                                                         |                                       |                                       |                                       | 0 (PRM)                               | −3                                    | 1 (Diaconu)                           | +1                                                                            | 32           | −1           | [ 19 ]               |     |    |    |       |
| Țările de Jos | 5 (CDA)                                  | =                                     | 3 (PvdA)                              | =                                     | 1 (CU)                                | =                                     | 4 (D66) 3 (VVD)                       | +1 =                                  | 2 (SP)                                | =                                     | 2 (GL)                                                  | −1                                    | 1 (SGP)                               | =                                     | 4 (PVV)                               | =                                     | 1 (PvdD)                              | +1                                                                            | 26           | +1           |                      |     |    |    |       |
| Belgia        | 2 (CD&V) 1 (CDH) 1 (CSP)                 | −1 =                                  | 3 (PS) 1 (SP.A)                       | = −1                                  | 0 (LDD)                               | −1                                    | 3 (Open VLD]) 3 (MR)                  | = +1                                  |                                       |                                       | 4 (N-VA) 1 (Groen) 1 (Ecolo)                            | +3 = −1                               |                                       |                                       | 1 (VB)                                | −1                                    |                                       |                                                                               | 21           | −1           |                      |     |    |    |       |
| Cehia         | 3+1 (TOP 09+STAN) 3 (KDU-ČSL)            | +4 +1                                 | 4 (ČSSD)                              | −3                                    | 2 (ODS)                               | −7                                    |                                       |                                       | 3 (KSČM)                              | −1                                    |                                                         |                                       |                                       |                                       |                                       |                                       | 4 (ANO 2011) 1 (Svobodní)             | +5                                                                            | 21           | −1           | [ 24 ]               |     |    |    |       |
| Grecia        | 5 (ND)                                   | −3                                    | 2 (Elia: PASOK)                       | −6                                    |                                       |                                       |                                       |                                       | 6 (SYRIZA)2 (KKE)                     | +5 =                                  | 0 (OP)                                                  | −1                                    | 0 (LAOS)                              | −2                                    |                                       |                                       | 3 (XA)1 (ANEL) 2 (Potami)             | +6                                                                            | 21           | −1           |                      |     |    |    |       |
| Ungaria       | 11+1 (Fidesz+KDNP)                       | −2                                    | 2 (MSZP)                              | −2                                    | 0 (MDF)                               | −1                                    |                                       |                                       |                                       |                                       | 1 (LMP)                                                 | +1                                    |                                       |                                       | 3 (Jobbik)                            | =                                     | 2 (DK)0+1 (Együtt+PM)                 | +3                                                                            | 21           | −1           | [ 25 ]               |     |    |    |       |
| Portugalia    | 6+1 (PSD+CDS-PP)                         | −3                                    | 8 (PS)                                | +1                                    |                                       |                                       |                                       |                                       | 3 (CDU: PCP) 1 (BE)                   | +1 −2                                 |                                                         |                                       |                                       |                                       |                                       |                                       | 2 (MPT)                               | +2                                                                            | 21           | −1           | [ 26 ]               |     |    |    |       |
| Suedia        | 3 (M) 1 (KD)                             | −1 =                                  | 5 (S)                                 | -1                                    |                                       |                                       | 2 (FP) 1 (C)                          | −1 =                                  | 1 (V)                                 | =                                     | 4 (MP) 0 (PP)                                           | +2 −2                                 |                                       |                                       |                                       |                                       | 2 (SD)1 (FI)                          | +3                                                                            | 20           | =            | [ 29 ]               |     |    |    |       |
| Austria       | 5 (ÖVP)                                  | −1                                    | 5 (SPÖ)                               | =                                     |                                       |                                       | 1 (NEOS)                              | +1                                    |                                       |                                       | 3 (Grüne)                                               | +1                                    |                                       |                                       | 4 (FPÖ) 0 (MARTIN) 0 (BZÖ)            | +2 −3 −1                              |                                       |                                                                               | 18           | −1           |                      |     |    |    |       |
| Bulgaria      | 6 (GERB) 1 (RRB: DSB) 0 (RB: SDS)        | +1 = −1                               | 4 (KB: BSP)                           | =                                     |                                       |                                       | 4 (DPS) 0 (NDSV)                      | +1 −2                                 |                                       |                                       |                                                         |                                       |                                       |                                       | 0 (Ataka)                             | −2                                    | 1 (BBTs)1 (VMRO)                      | +2                                                                            | 17           | −1           | [ 32 ]               |     |    |    |       |
| Finlanda      | 3 (Kok.) 0 (KD)                          | = −1                                  | 2 (SDP)                               | =                                     |                                       |                                       | 3 (Kesk.) 1 (RKP)                     | =                                     | 1 (Vas.)                              | +1                                    | 1 (Vihr.)                                               | −1                                    | 2 (PS)                                | +1                                    |                                       |                                       |                                       |                                                                               | 13           | =            |                      |     |    |    |       |
| Danemarca     | 1 (K)                                    | =                                     | 3 (S)                                 | −1                                    |                                       |                                       | 2 (V) 1 (RV)                          | −1 +1                                 | 1 (N)                                 | =                                     | 1 (SF)                                                  | −1                                    | 4 (DF)                                | +2                                    |                                       |                                       |                                       |                                                                               | 13           | =            | [ 33 ]               |     |    |    |       |
| Slovacia      | 2 (KDH) 2 (SDKÚ-DS) 1 (SMK) 1 (Most-Híd) | = −1 +1                               | 4 (Smer)                              | −1                                    |                                       |                                       | 1 (SaS) 0 (ĽS-HZDS)                   | +1 −1                                 |                                       |                                       |                                                         |                                       | 0 (SNS)                               | −1                                    |                                       |                                       | 1 (OĽaNO) 1 (Nova)                    | +2                                                                            | 13           | =            |                      |     |    |    |       |
| Croatia       | 4 (HDZ) 1 (HSS)                          | -1 +1                                 | 2 (SDP)                               | −3                                    | 1 (HSP-AS)                            | =                                     | 1 (HNS) 1 (IDS)                       | +1                                    | 0 (HL-SR)                             | −1                                    |                                                         |                                       |                                       |                                       |                                       |                                       | 1 (ORaH)                              | +1                                                                            | 11           | −1           |                      |     |    |    |       |
| Irlanda       | 4 (FG)                                   | =                                     | 0 (Lab)                               | −3                                    |                                       |                                       | 1 (FF) 1 (Harkin)                     | −2 =                                  | 3 (SF) 0 (Soc)                        | +3 −1                                 |                                                         |                                       |                                       |                                       | 1 (Childers)                          | +1                                    | 1 (Flanagan)                          | +1                                                                            | 11           | −1           | [ 36 ] [ 37 ] [ 38 ] |     |    |    |       |
| Lituania      | 2 (TS-LKD)                               | –2                                    | 2 (LSDP)                              | −1                                    | 1 (LLRA)                              | =                                     | 2 (LRLS) 1 (DP)                       | +1 =                                  |                                       |                                       |                                                         |                                       | 2 (TT)                                | =                                     |                                       |                                       | 1 (LVŽS)                              | +1                                                                            | 11           | −1           |                      |     |    |    |       |
| Letonia       | 4 (Vienotība)                            | +1                                    | 1 (Saskaņa)                           | −1                                    | 1 (NA)                                | =                                     | 0 (LPP/LC)                            | −1                                    | 0 (LSP)                               | −1                                    | 1 (LKS)                                                 | =                                     |                                       |                                       |                                       |                                       | 1 (ZZS: LZS)                          | +1                                                                            | 8            | −1           |                      |     |    |    |       |
| Slovenia      | 3 (SDS) 1+1 (NSi+SLS)                    | = +1                                  | 1 (SD)                                | −1                                    |                                       |                                       | 0 (LDS) 0 (Zares)                     | −1                                    |                                       |                                       |                                                         |                                       |                                       |                                       |                                       |                                       | 1 (DeSUS)1 (Verjamem)                 | +2                                                                            | 8            | =            | [ 40 ] [ 41 ]        |     |    |    |       |
| Cipru         | 2 (DISY)                                 | =                                     | 1 (EDEK) 1 (DIKO)                     | =                                     |                                       |                                       |                                       |                                       | 2 (AKEL)                              | =                                     |                                                         |                                       |                                       |                                       |                                       |                                       |                                       |                                                                               | 6            | =            |                      |     |    |    |       |
| Estonia       | 1 (IRL)                                  | =                                     | 1 (SDE)                               | =                                     |                                       |                                       | 2 (RE) 1 (KE)                         | +1 −1                                 |                                       |                                       | 1 (Tarand)                                              | =                                     |                                       |                                       |                                       |                                       |                                       |                                                                               | 6            | =            |                      |     |    |    |       |
| Luxemburg     | 3 (CSV)                                  | =                                     | 1 (LSAP)                              | =                                     |                                       |                                       | 1 (DP)                                | =                                     |                                       |                                       | 1 (Gréng)                                               | =                                     |                                       |                                       |                                       |                                       |                                       |                                                                               | 6            | =            |                      |     |    |    |       |
| Malta         | 3 (PN)                                   | +1                                    | 3 (PL)                                | −1                                    |                                       |                                       |                                       |                                       |                                       |                                       |                                                         |                                       |                                       |                                       |                                       |                                       |                                       |                                                                               | 6            | =            |                      |     |    |    |       |
| Total         |                                          |                                       |                                       |                                       |                                       |                                       |                                       |                                       |                                       |                                       |                                                         |                                       |                                       |                                       |                                       |                                       |                                       |                                                                               | eurodeputați | eurodeputați |                      |     |    |    |       |
| Total         | PPE                                      | PPE                                   | S-D                                   | S-D                                   | CRE                                   | CRE                                   | ALDE                                  | ALDE                                  | GUE/NGL                               | GUE/NGL                               | V/ALE                                                   | V/ALE                                 | ELDD                                  | ELDD                                  | Deputați neafiliați                   | Deputați neafiliați                   | noi partide                           | noi partide                                                                   | eurodeputați | eurodeputați |                      |     |    |    |       |
| Total         | 215 (28.6%)                              | −59                                   | 185 (24.6%)                           | −11                                   | 45 (6.0%)                             | −12                                   | 59 (7.9%)                             | −24                                   | 45 (6.0%)                             | +10                                   | 49 (6.5%)                                               | −8                                    | 38 (5.1%)                             | +7                                    | 42 (5.6%)                             | +9                                    | 75 (10.0%)                            |                                                                               | 751          | −15          |                      |     |    |    |       |